# Гантварг, Михаил Ханонович
Михаи́л Хано́нович Га́нтварг (род. 25 февраля 1947, Ленинград, РСФСР, СССР) — советский и российский скрипач, педагог, профессор. Народный артист России (2004).
Ректор Санкт-Петербургской консерватории в 2011—2015 годах.

## Биография
Окончил Музыкальную школу-десятилетку (ныне — средняя специальная музыкальная школа-лицей при Санкт-Петербургской государственной консерватории имени Римского-Корсакова). Дебютировал в 11 лет, исполнив с оркестром консерватории скрипичный концерт Мендельсона. В Ленинградской консерватории занимался у Михаила Ваймана, в его же классе прошёл ассистентуру-стажировку. Лауреат Международного конкурса скрипачей им. Никколо Паганини (1967), Всесоюзного конкурса скрипачей (1969).
С 1975 по 1987 годы — концертмейстер Академического симфонического оркестра Ленинградской филармонии. Создатель (1987) и художественный руководитель камерного ансамбля «Солисты Санкт-Петербурга».
Преподаёт в Санкт-Петербургской консерватории, профессор. С 2007 года являлся заведующим кафедрой скрипки и альта Санкт-Петербургской консерватории. В декабре 2011 года избран ректором Санкт-Петербургской консерватории.
Записал около 40 СD в сотрудничестве с российскими и зарубежными фирмами. В них собраны все скрипичные и фортепианные концерты Моцарта, инструментальные циклы Вивальди, концерты для скрипки с оркестром Шостаковича, Сибелиуса, Гайдна, Баха.

### Общественная позиция
В марте 2014 года поддержал аннексию Крыма, подписал письмо президенту России Владимиру Путину в поддержку аннексии.

## Награды и звания
- Народный артист Российской Федерации (2004)[1].
- Заслуженный артист РСФСР (1991)[1].
- Почётный диплом Законодательного Собрания Санкт-Петербурга (18 апреля 2007 года) — за выдающийся вклад в развитие культуры и искусства в Санкт-Петербурге и в связи с 20-летием со дня создания камерного ансамбля «Солисты Санкт-Петербурга» государственного концертно-филармонического учреждения «Петербург-концерт»[4].